# La Presita, Huimilpan
La Presita är en ort i Mexiko.   Den ligger i kommunen Huimilpan och delstaten Querétaro Arteaga, i den centrala delen av landet, 170 km nordväst om huvudstaden Mexico City. La Presita ligger 2 046 meter över havet och antalet invånare är 110.
Terrängen runt La Presita är kuperad åt nordost, men åt sydväst är den platt. Runt La Presita är det ganska tätbefolkat, med 179 invånare per kvadratkilometer. Närmaste större samhälle är Santiago de Querétaro, 16,3 km norr om La Presita. I omgivningarna runt La Presita växer huvudsakligen savannskog.